# Faucaria
Genre
Classification phylogénétique
Faucaria est un genre botanique d'environ 33 espèces de plantes succulentes tropicales à fleurs de la famille des Aizoaceae.
Le nom vient du latin "fauces" (=gueule) en raison de l'apparence des feuilles.
Elles sont originaires d'Afrique du Sud : province du Cap et aussi désert du Karroo.

## Description

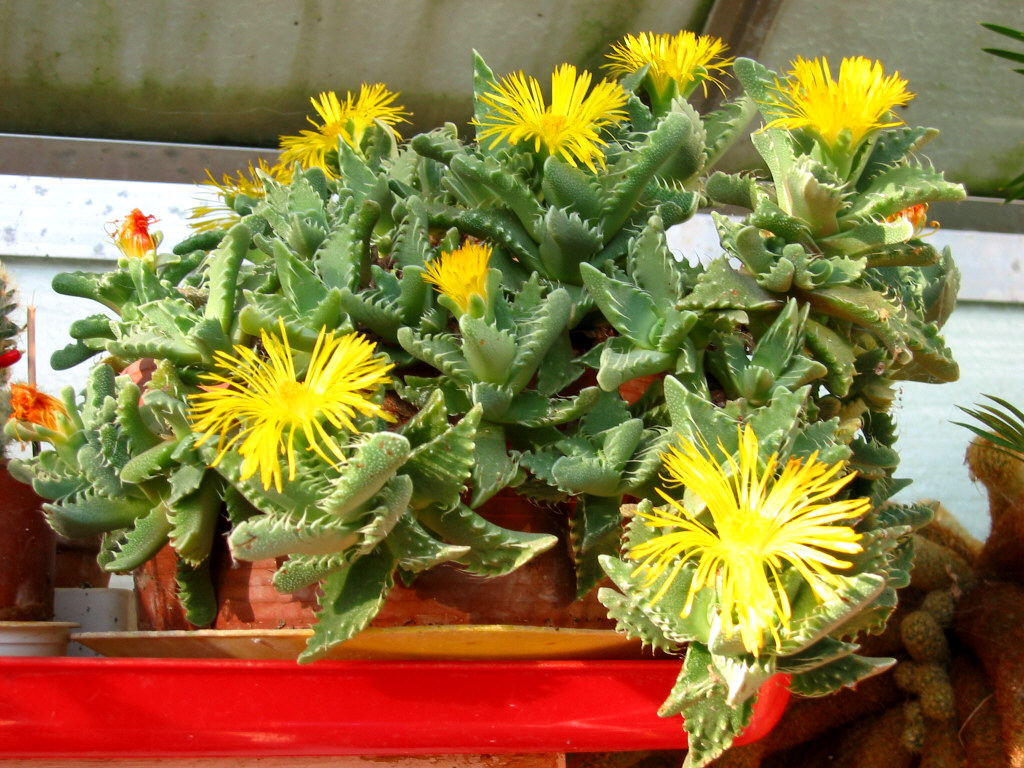
Faucaria tigrina

Petites plantes de 8 cm de diamètre environ, avec des feuilles épaisses triangulaires bordées de dents dressées en paires opposées qui donnent l'aspect d'une gueule d'animal.
Elle peut produire des rejets qui pourront donner des formes buissonnantes.
Les tissus sont de couleur vert clair, tournant au pourpre en cas de fort ensoleillement.
Les fleurs jaunes d'or apparaissent à partir d'août au centre de la rosette.

## Quelques espèces
- Faucaria tigrina, la plus connue (tigrina=tigre)
- Faucaria felina (felina=chat)
- Faucaria lupina (lupina=loup)
- Faucaria tuberculosa couverte de verrues blanchatres sur la face supérieure des feuilles
- Faucaria carruanthus
- Faucaria candida à fleurs blanches
- Faucaria paucidens avec des feuilles comportant seulement 1 à 3 paires de dents
- Faucaria militaris
- Faucaria albidens
- Faucaria booscheana var. haagei, syn. Faucaria haagei
- Faucaria grandis
- Faucaria speciosa
- Faucaria hooliae

## Culture
Placer les plantes dans des pots de petite taille avec un sol bien drainé. Dans une exposition très ensoleillée et si possible à l'extérieur en été.
Arroser modérément en été et pas du tout en hiver pour que la plante observe une période de repos sans laquelle elle ne fleurira pas.
La multiplication la plus facile est la division des touffes. Elle peut se faire aussi par bouture (avec une température minimum de 21 °C) ou par semis.